# 法政大学ボアソナード記念現代法研究所

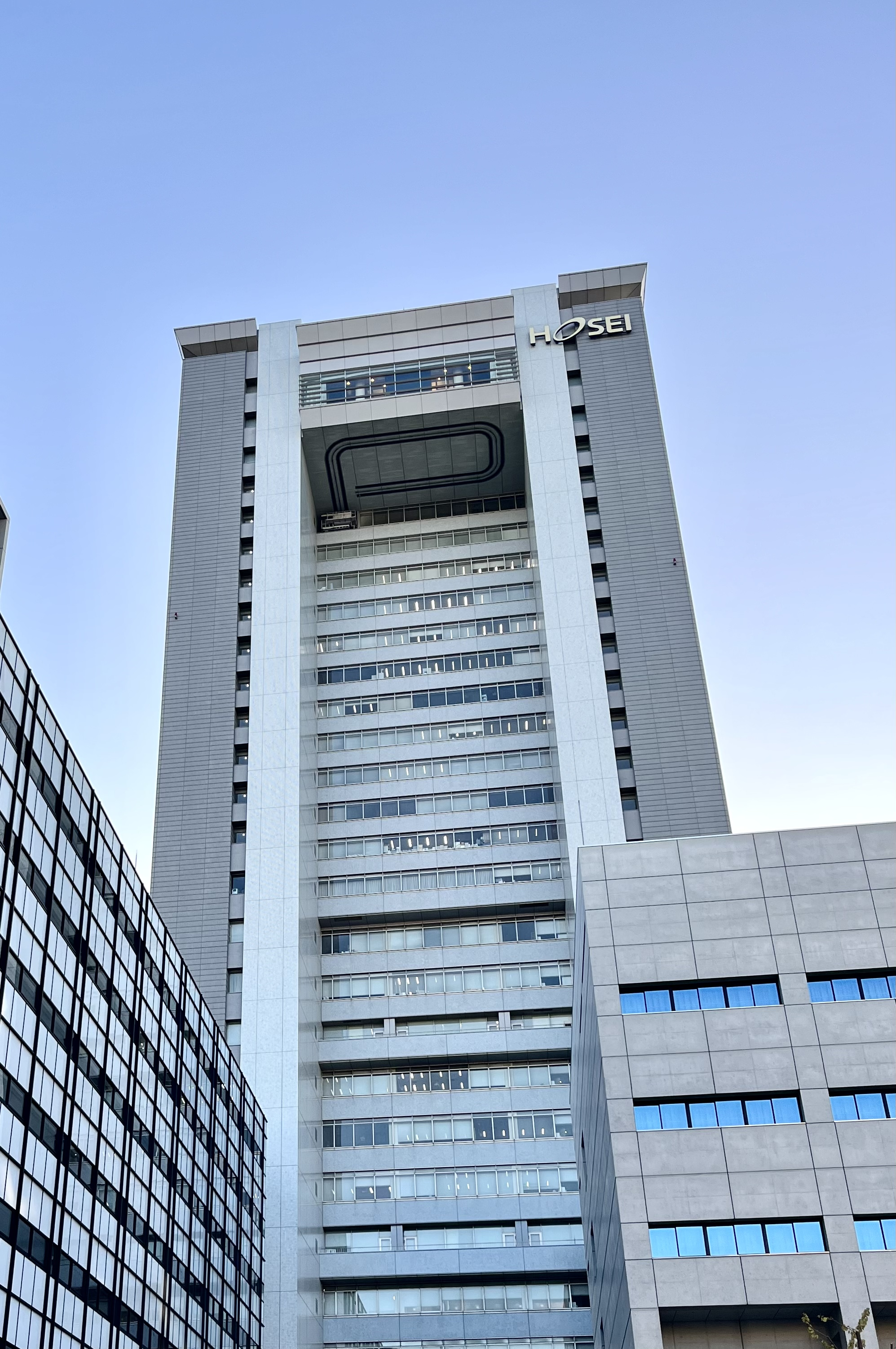
ボアソナード記念現代法研究所が設置されているボアソナード・タワー

法政大学ボアソナード記念現代法研究所（ほうせいだいがくぼあそなーどきねんげんだいほうけんきゅうじょ、Hosei University. Boissonade Institute of Modern Law and politics）は、1977年に設立された法政大学の付属研究機関。

## 概要
法政大学ボアソナード記念現代法研究所は、1977年、法律学の研究を目的として法政大学に設置された。設立当初は、総合法律研究所のような幅広い分野を対象に研究を行う機関を想定としていたが、のちに社会情勢などを鑑みて最も重要性の高い現代法に焦点を絞った研究所への方針転換が行われた。また、名称の通り、法政大学の創設に深く携わった「日本近代法の父」ボアソナード博士についての研究、及び関連する文献の収集なども研究目的に据えた。なお、研究所の設置にあたっての準備機関であった設立準備委員会は、委員長を本研究所初代所長となった青木宗也が務め、委員の一人として松下圭一が在籍していた。
現代法の研究分野として、都市法、社会法、国際関係、現代法システム、法史学という5つの研究部門が設立されており、研究は法学部教授、准教授などが多数だが、他学部、或いは学外からの研究者がプロジェクトチームの一員として参加することもある。研究所の運営を審議する運営委員会は、所長、副所長、研究部門の責任者、研究プロジェクトチームの主任などから構成され、任期2年の所長は、運営委員の互選によって選ばれる。
研究報告は「法政大学現代法研究所叢書」にまとめられ、法政大学出版局により刊行されている。

## 沿革
- 1977年（昭和52年） - 法政大学ボアソナード記念現代法研究所設立[6]
- 1979年（昭和54年） - 現代法研究所叢書第一号『法律扶助・訴訟費用保険』刊行[7][8]、創立三周年記念講演会開催
- 1983年（昭和58年） - 国際シンポジウム「世界史における日本占領」を開催
- 1990年（平成02年） - 『ボアソナード答問録』を刊行[9][10]
- 2000年（平成12年） - ボアソナード・タワー22階へ移転[11]
- 2001年（平成13年） - 現代法研究所叢書第二○号『明治大正 町の法曹ー但馬豊岡 弁護士馬袋鶴之助の日々』刊行

## 刊行物
- 『法政大学現代法研究所叢書』（叢書1-叢書50）
- 江橋崇 編著『企業の社会的責任経営 CSRとグローバル・コンパクトの可能性』（2010年）
- 江橋崇 編著『東アジアのCSR 国連グローバル・コンパクトの新たなチャレンジ』（2011年）
- 大野達司 編『主権のゆくえ フーゴー・プロイスと民主主義の現在』（2011年）

## 所蔵資料
出典：
- 永井文庫
- 森長文庫
- 森川資料
- 栗田文庫
- 馬袋文庫
- 西田文庫
- 袖井文庫
- 太田文庫